# Монтаньо, Алисия
Али́сия Монта́ньо (англ. Alysia Montaño), в девичестве — Джо́нсон (англ. Johnson; 23 апреля 1986, Куинс, Нью-Йорк, США) — американская легкоатлетка, которая специализируется в беге на средние дистанции.
Личный рекорд в беге на 800 метров — 1.57,34.

## Биография
Алисия Джонсон родилась 23 апреля 1986 года в Куинсе (штат Нью-Йорк, США). В 2004 году, во времена учёбы в «Canyon High School» в Санта-Кларите (штат Калифорния), она стала победительницей в забеге на 800 м в CIF California State Meet.
В 2010 году Алисия завоевала «бронзу» на Чемпионате мира по лёгкой атлетике в помещении с результатом 1:59,60.
Победительница соревнований Prefontaine Classic 2012 года с результатом 1.57,37.
19 июня 2014 года Алисия приняла участие в Чемпионате США по лёгкой атлетике в забеге на 800 м, будучи на 34-й недели беременности и финишировала с результатом 2:32.13 и бурными аплодисментами зрителей. 15 августа 2014 у Монтаньо и ей мужа Луи родилась дочь Линнея Дори Монтаньо.
22 июня 2017 года Алисия вновь приняла участие в Чемпионате США по лёгкой атлетике в забеге на 800 м, на этот раз будучи на 5-м месяце беременности со своим вторым ребёнком.